# Anolis inexpectatus
Espèce
Anolis inexpectatus est une espèce de sauriens de la famille des Dactyloidae. 

## Répartition
Cette espèce est endémique de l'Est de Cuba.

## Publication originale
- Garrido & Estrada, 1989 : Nueva especies del complejo Anolis alutaceus (Lacertilia : Iguanidae) para Cuba. Revista Biología (La Habana), vol. 3, p. 57-66.